# Parco nazionale d'Etosha
Il parco nazionale d'Etosha (Etosha National Park) è un parco nazionale del nord della Namibia, con un'estensione complessiva di 22000 km². Nella lingua oshivambo (parlata dall'etnia ovambo che popola la regione), il nome "Etosha" significa "grande luogo bianco", con riferimento al colore del suolo del deserto salino che costituisce il 25% dell'area del parco.

## Storia

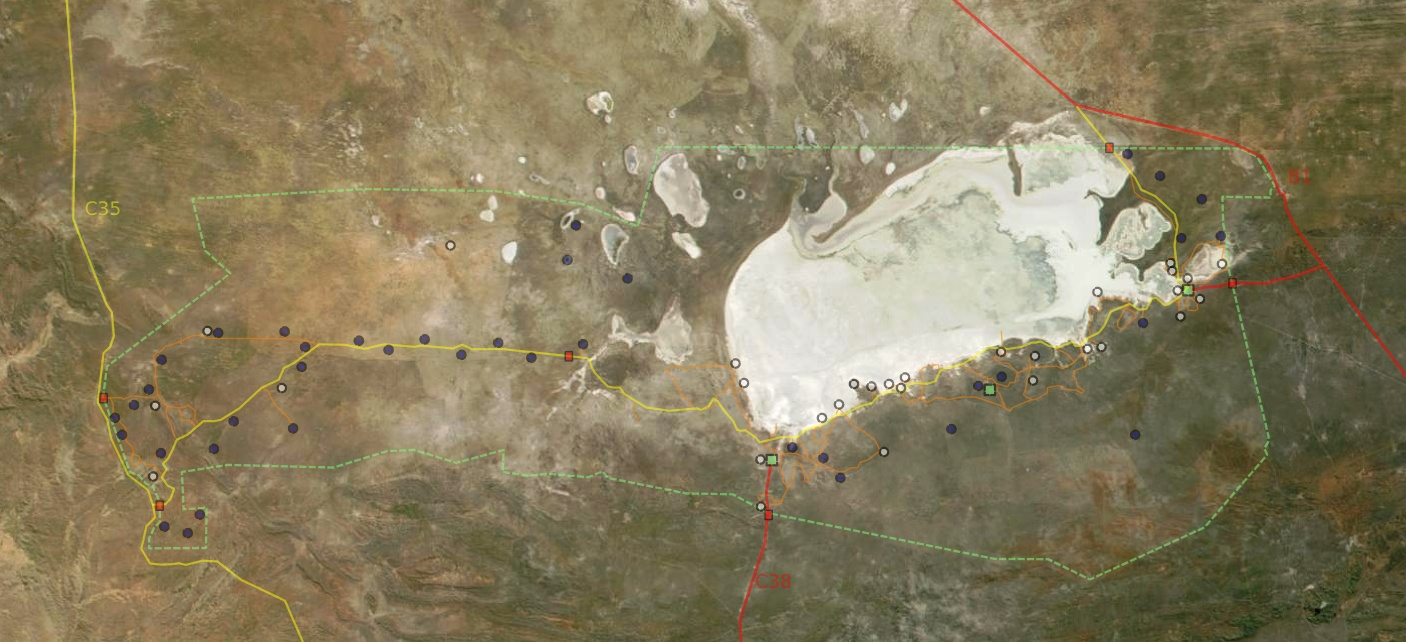
Immagine satellitare

Il parco fu fondato nel 1907, epoca in cui la Namibia era ancora una colonia tedesca col nome di Africa Tedesca del Sud-Ovest. Con un'area di 100000 km², il parco era all'epoca la più grande riserva faunistica del mondo. Negli anni sessanta il parco venne progressivamente ridimensionato, fino a raggiungere l'attuale estensione.

## Territorio

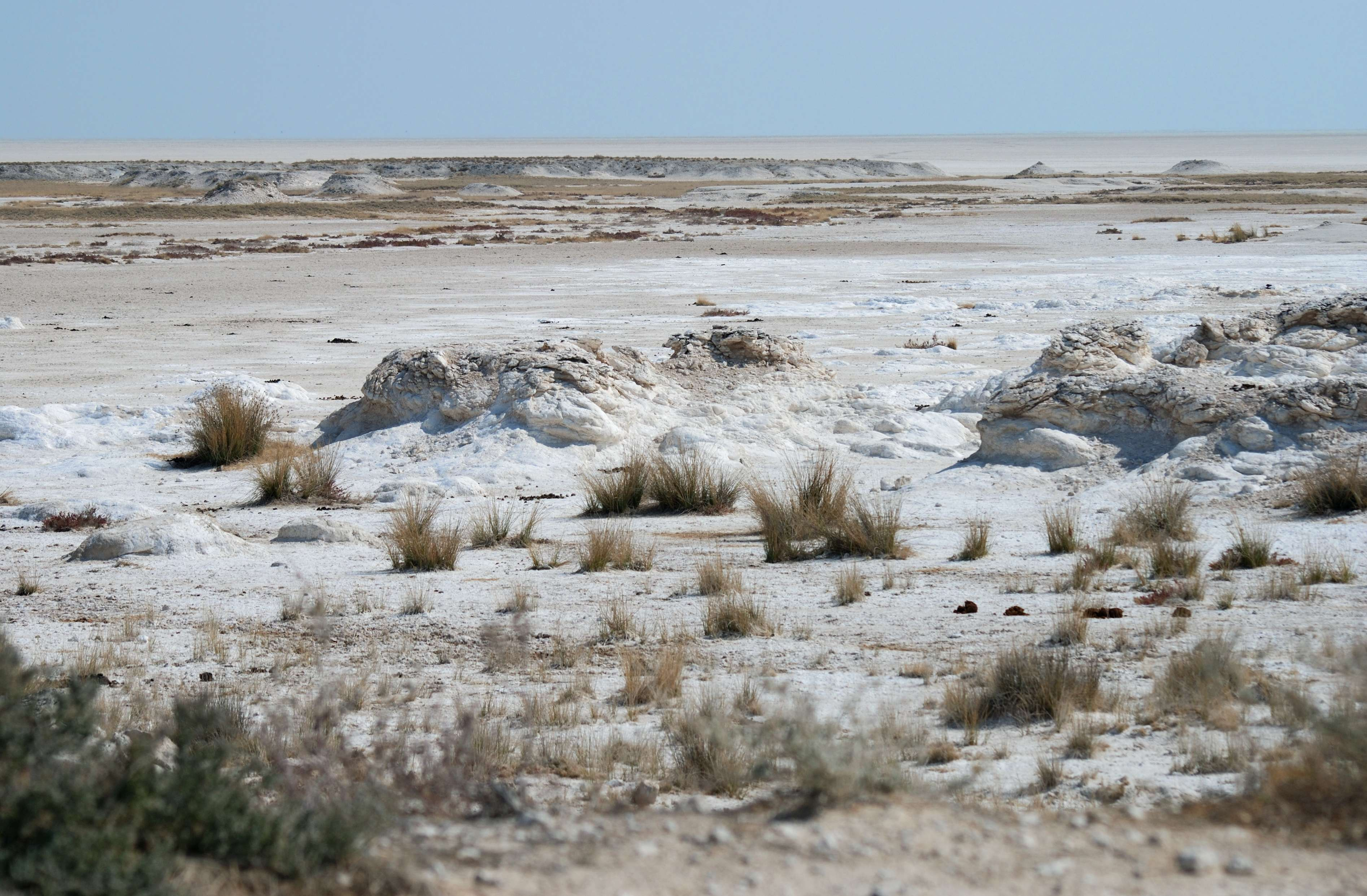
Il suolo salino del Pan

La parte centrale del parco è costituita dall'Etosha Pan, una depressione salina di 5000 km² (circa 130 km di lunghezza e 50 km di larghezza nel punto più ampio). Si ritiene che fino a circa 12 milioni di anni fa quest'area fosse un lago poco profondo, alimentato dal fiume Cunene; in seguito il Cunene mutò il proprio corso, e la zona si trasformò in un semi-deserto. Durante la stagione delle piogge, il Pan viene talvolta alluvionato dai fiumi Ekuma, Oshigambo e Omuramba Ovambo. Durante la stagione secca, il Pan torna ad assumere le caratteristiche di un deserto; il suolo salino, screpolato dal sole, assume il colore bianco intenso da cui deriva il nome "Etosha". In questo periodo il vento trasporta la polvere dell'Etosha verso l'Oceano Atlantico, fornendo tra l'altro al suolo delle regioni a ovest l'apporto di sali minerali da cui dipendono gran parte della fauna e della flora.

## Fauna

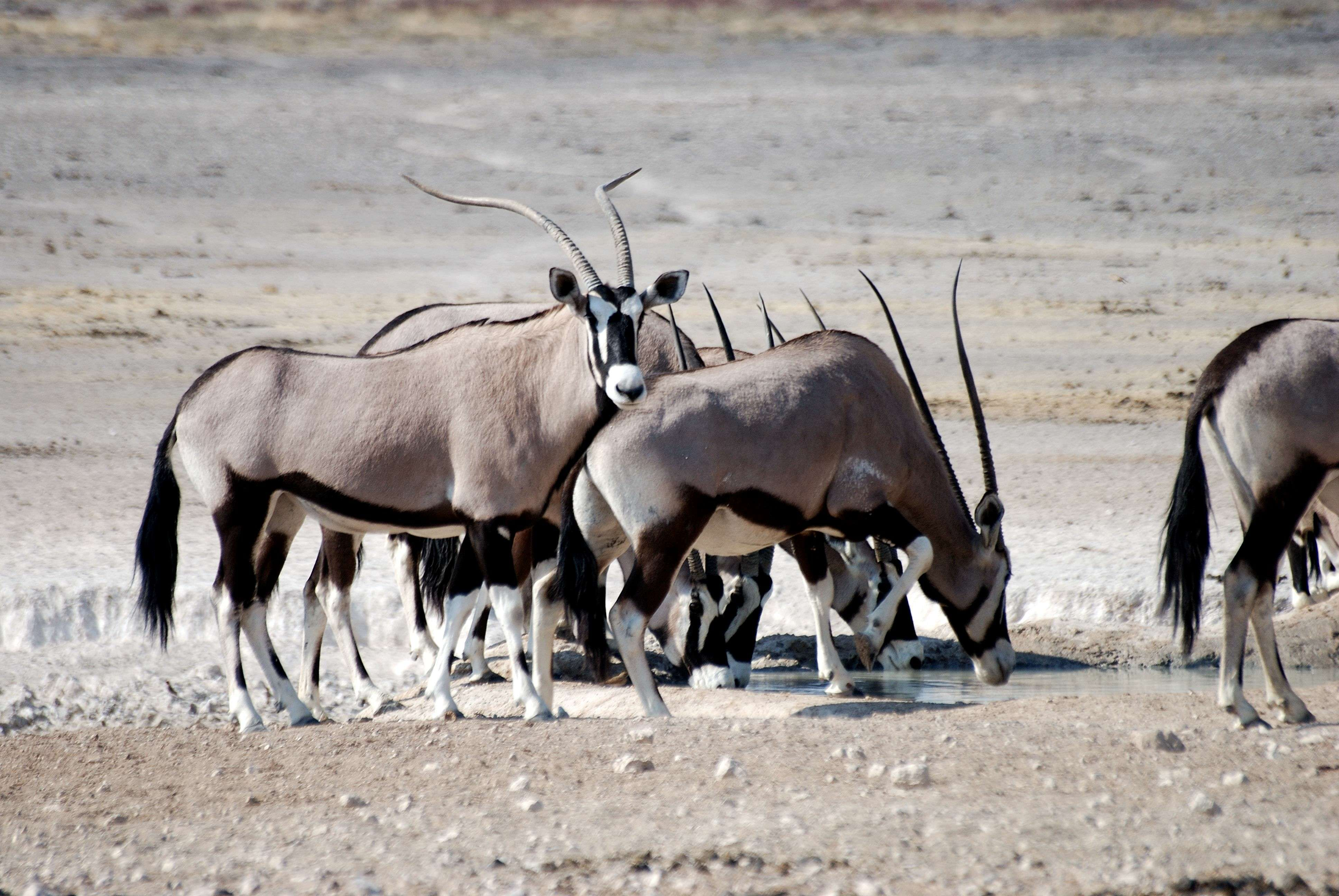
Orici nel parco Etosha
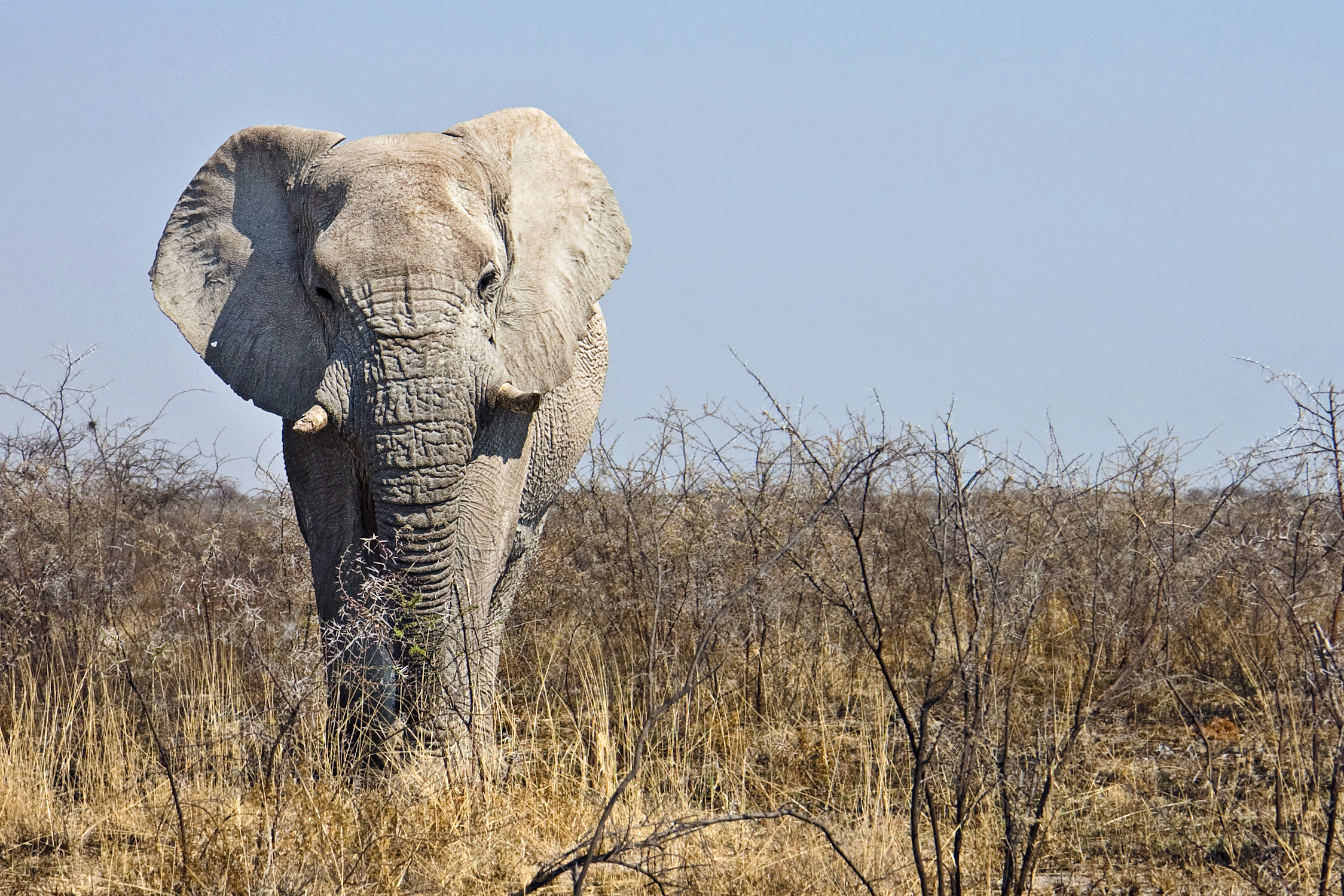
Elefante nell'Etosha
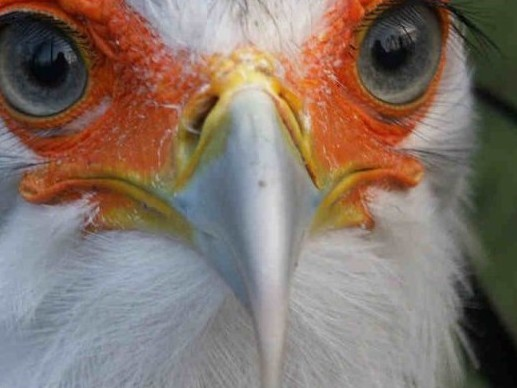
Serpentario

Il parco Etosha ospita 114 specie di mammiferi, 340 di uccelli, 110 di rettili, 16 di anfibi e persino una specie di pesci.
Fra i mammiferi presenti nel parco si possono citare gli elefanti, gli springbok, le zebre di Burchell, le giraffe, gli orici, i kudu, gli gnu, gli eland, i dik dik, i leoni, le iene, gli sciacalli, i leopardi e i ghepardi. Endemico della zona, ma in via di estinzione, è il raro impala dal muso nero. Le autorità del parco hanno recentemente reintrodotto i rinoceronti neri e i rinoceronti bianchi, che è relativamente facile avvistare nei pressi della pozza di Okaukuejo.
L'avifauna è particolarmente ricca nei periodi in cui la pianura viene alluvionata dalle piogge, e si popola tra l'altro di fenicotteri, aironi e pellicani. Fra gli altri uccelli presenti nel parco si possono citare: gli struzzi (Struthio camelus), l'otarda di Kori (Ardeotis kori), l'avvoltoio orecchiuto (Torgos tracheliotus), l'avvoltoio testabianca (Trigonoceps occipitalis), il grifone del Capo (Gyps coprotheres), il grifone dorsobianco (Gyps africanus), l'avvoltoio cappuccino (Necrosyrtes monachus), il serpentario (Sagittarius serpentarius), il marabù (Leptoptilos crumeniferus), il bucero dal becco giallo (Tockus flavirostris), l'aquila calzata (Aquila pennata), l'aquila rapace (Aquila rapax), l'aquila marziale (Polemaetus bellicosus), l'aquila nera (Aquila verreauxii), l'aquila pescatrice (Haliaeetus vocifer), la gru del paradiso (Grus paradisea), la gru coronata (Balearica regulorum), la mitteria del Senegal (Ephippiorhynchus senegalensis), la cicogna dal petto bianco (Ciconia abdimii), la cicogna nera (Ciconia nigra), la cicogna bianca (Ciconia ciconia), l'airone rosso (Ardea purpurea), l'airone cinerino (Ardea cinerea), la garzetta (Egretta garzetta), l'airone maggiore (Casmerodius albus), il fenicottero rosa (Phoenicopterus roseus), il fenicottero nano (Phoenicopterus minor), il pellicano bianco (Pelecanus onocrotalus), il gufo latteo (Bubo lacteus) e il gufo africano (Bubo africanus).

## Flora

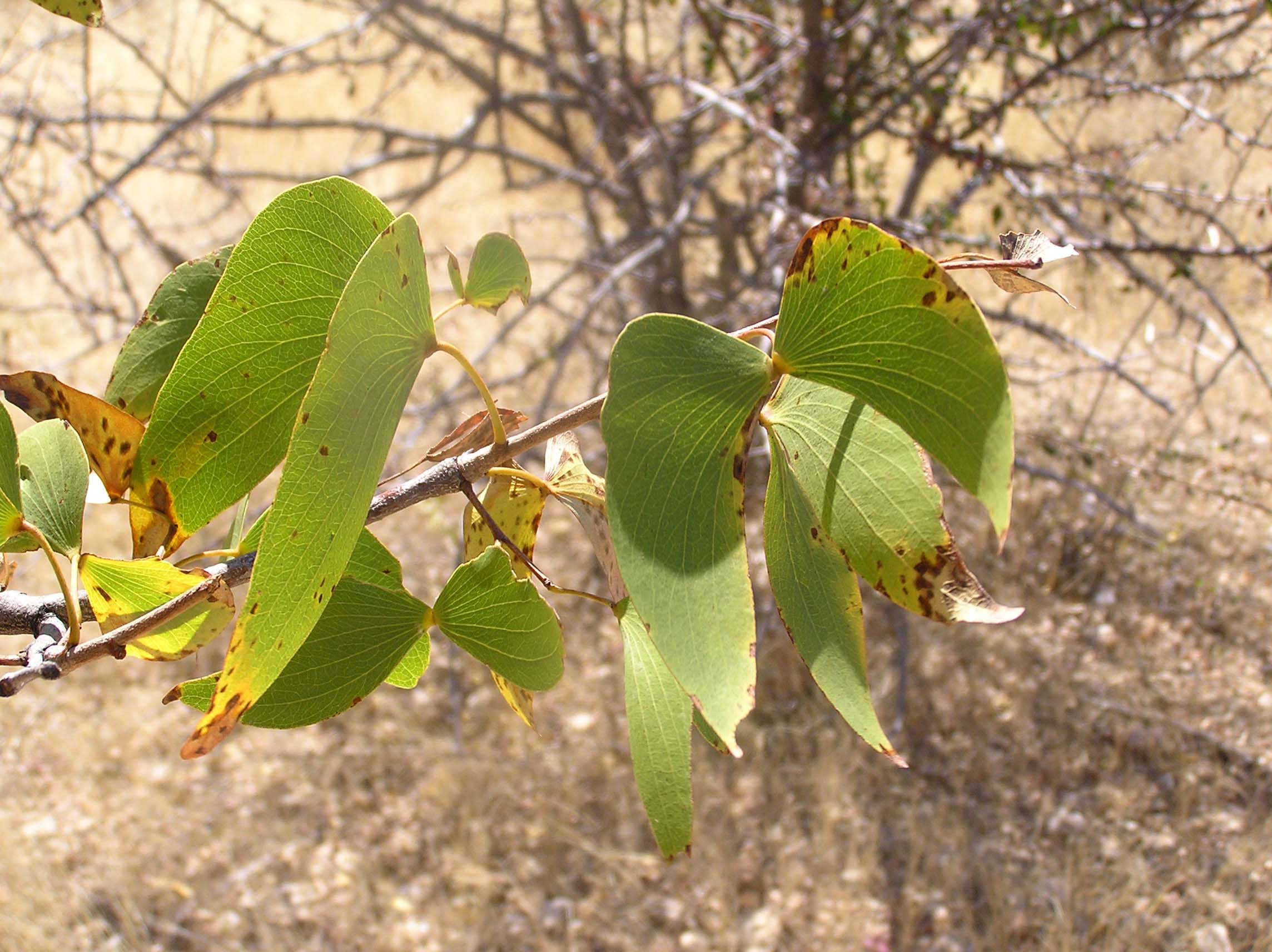
Foglie di mopane
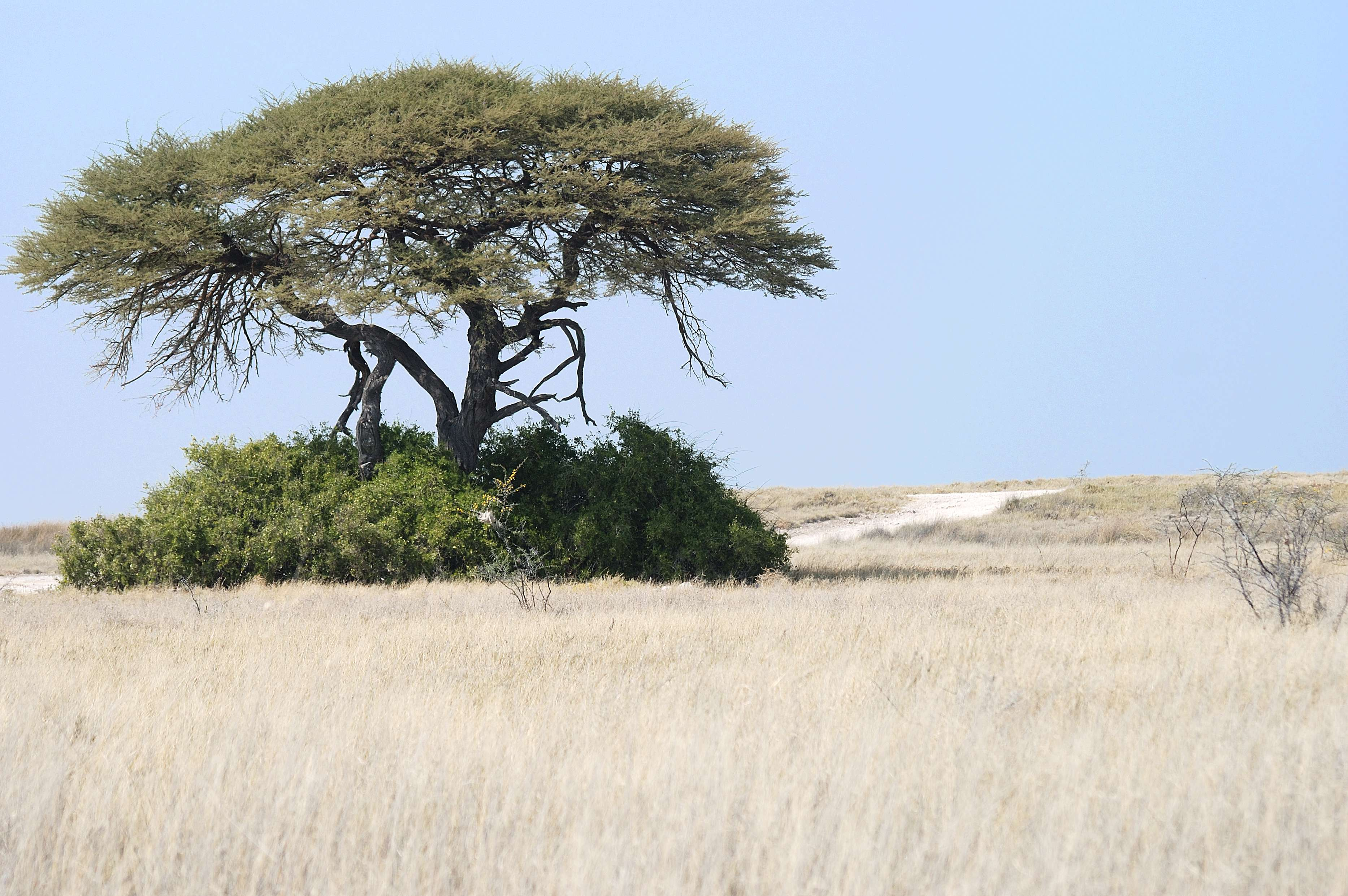
Vegetazione del Parco Etosha
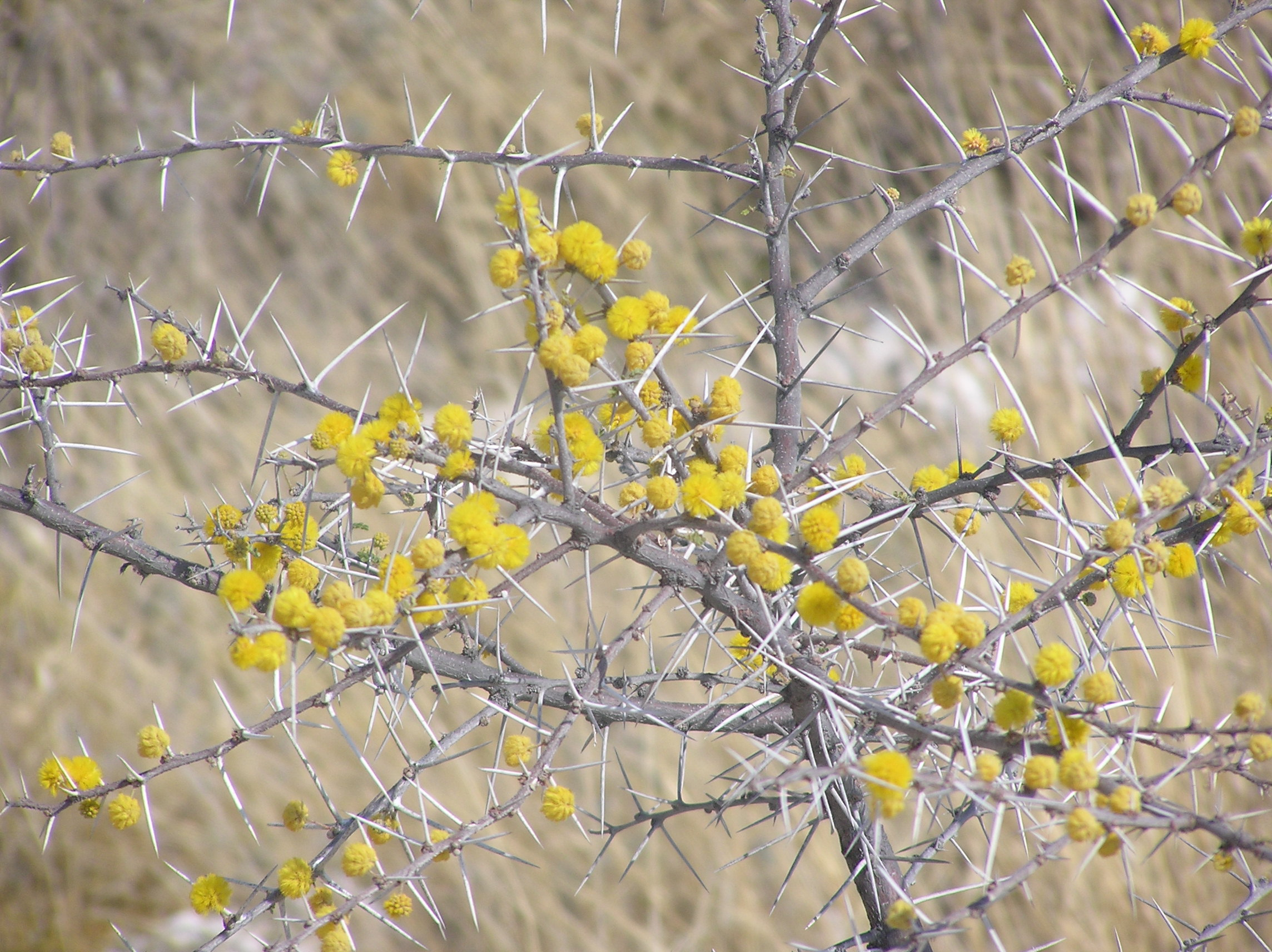
Acacia nebrownii in fiore durante il periodo secco

L'area del Pan, che copre circa il 25% del territorio del Parco, è quasi completamente priva di vegetazione, fatta eccezione per alcune specie erbacee adatte alla salinità quali Sporobolus salsus, ricca di proteine e gradita a zebre e antilopi.
La specie arborea più rappresentativa è l'albero del mopane (Colophospermum mopane), che in alcune zone del parco (Halili) dà vita a formazioni boschive, con esemplari che raggiungono gli 8 m di altezza mentre nella parte occidentale, la zona più alta del parco con aree che superano i 1000 metri di altitudine, gli esemplari presenti non superano i 2 m. Con le sue caratteristiche foglie a forma di farfalla il mopane rappresenta un alimento apprezzato da numerose specie animali, tra cui elefanti, giraffe e rinoceronti.
Sono presenti anche numerose specie di Acacia, alcune che raggiungono anche i 7 m di altezza come Acacia erioloba e Acacia tortilis, altre a portamento arbustivo quali Acacia reficiens, Acacia ataxacantha, Acacia fleckii, Acacia mellifera, Acacia luederitziie e Acacia nebrownii, ricchi di spine ma i cui fiori gialli sono molto apprezzati da giraffe, kudu e gazzelle.
Tra le specie arbustive ci sono Acanthaceae come Monechma genistifolium, nutrimento per elefanti e struzzi, o Petalidium engleranum, gradito agli springbok.
Nel Sud-est e nella parte occidentale del parco si incontrano colline dolomitiche alte poche centinaia di metri, sulle quali crescono i curiosi "alberi bottiglia" (Moringa ovalifolia).
Nei pressi della porta di Lindequist la vegetazione è caratterizzata dalla prevalenza del tamboti (Spirostachys africana).
Tra le altre specie presenti nell'area meritano una citazione l'Euphorbia ingens e il kokerbroom o albero faretra (Aloidendron dichotomum), il cui legno i San usavano per costruire le proprie frecce.

## Popolazione
Nella regione del parco Etosha abitano fin da tempi antichissimi i San (boscimani). I San della zona hanno un proprio mito riguardo all'Etosha Pan: in seguito alla distruzione di un villaggio, in cui erano stati uccisi tutti gli uomini, una donna pianse tanto che le sue lacrime formarono un grande lago; quando le lacrime si asciugarono, rimase sul suolo soltanto il sale. In seguito alle migrazioni bantu, nella regione dell'Etosha sopraggiunsero gli Ovambo, che oggi costituiscono l'etnia predominante della zona.

## Collegamenti
Il parco si trova a circa 500 km dalla capitale Windhoek; le due località sono collegate da alcune delle strade principali della Namibia settentrionale. L'aeroporto più vicino è quello di Tsumeb.

## Turismo

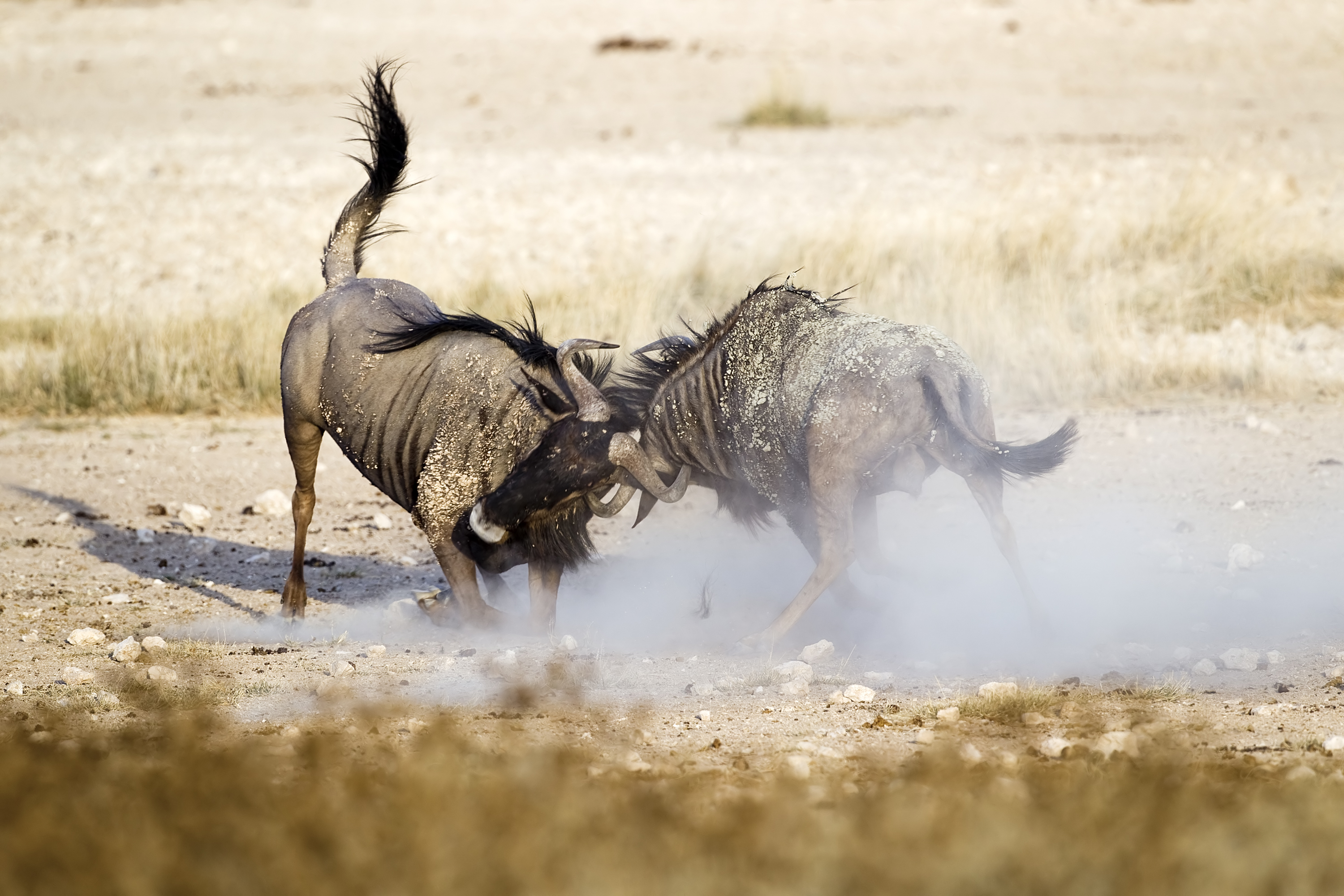
Gnu maschi che combattono
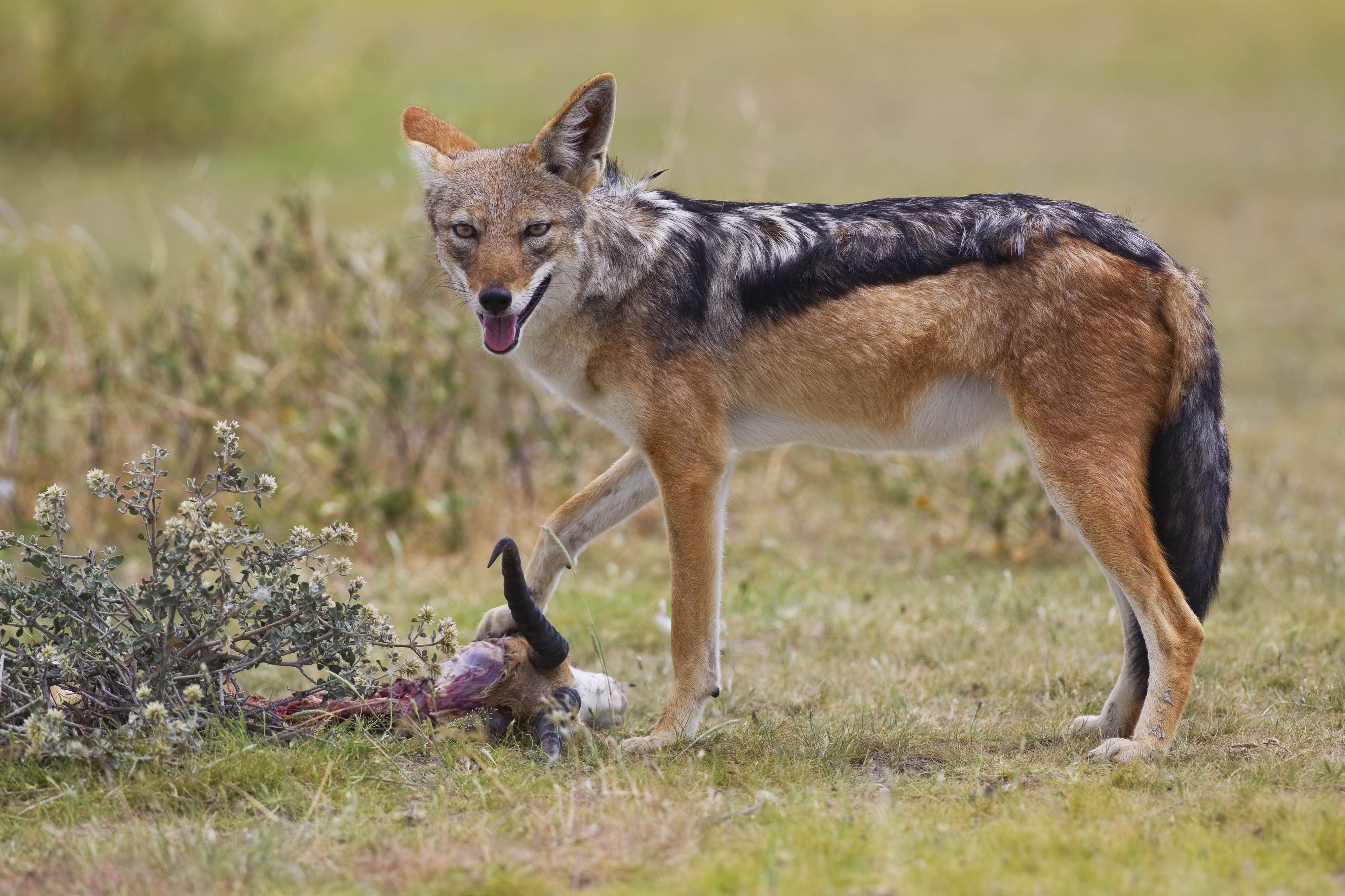
Sciacallo dalla gualdrappa con una carcassa di springbok
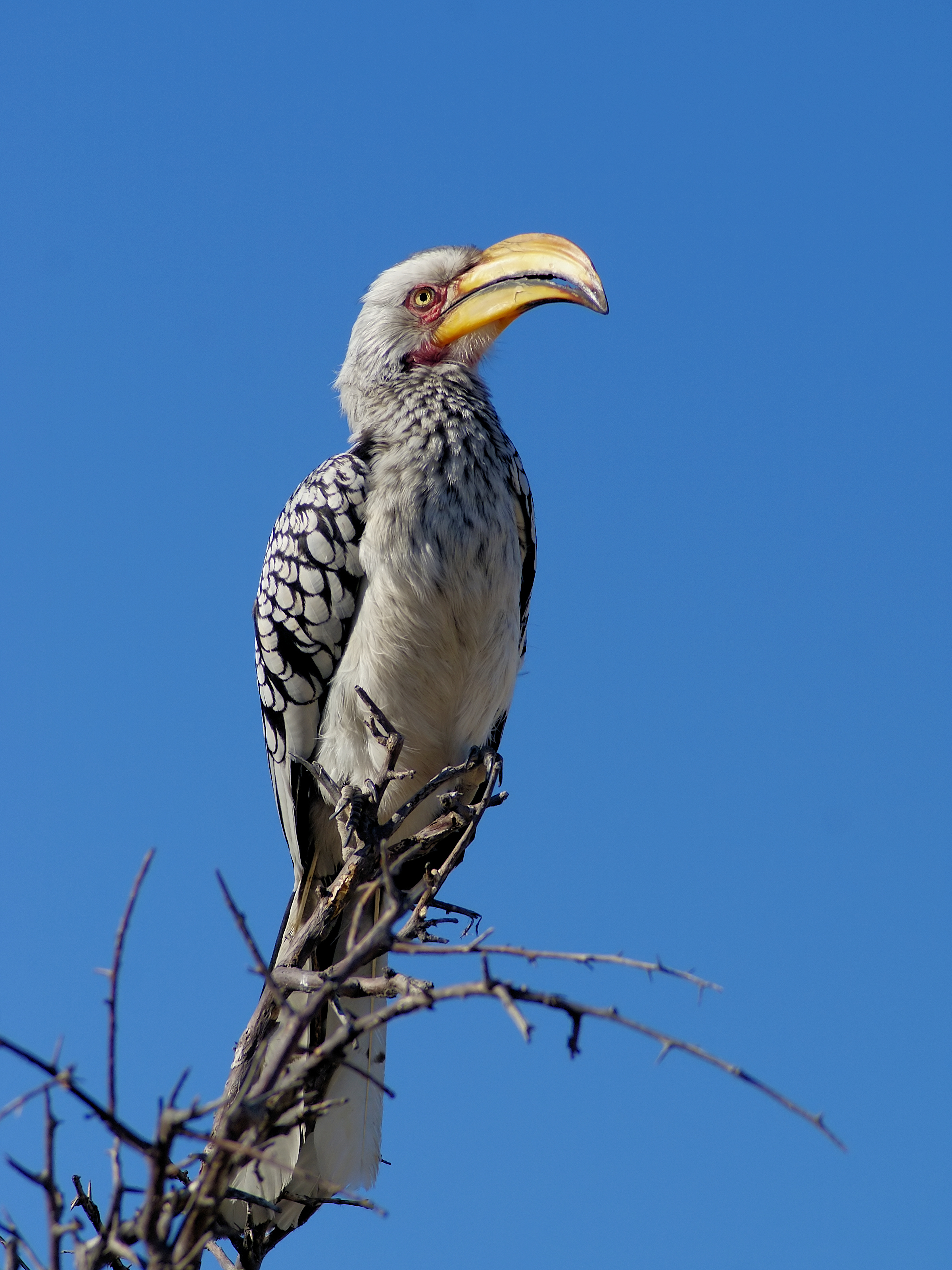
Bucero beccogiallo del Sud
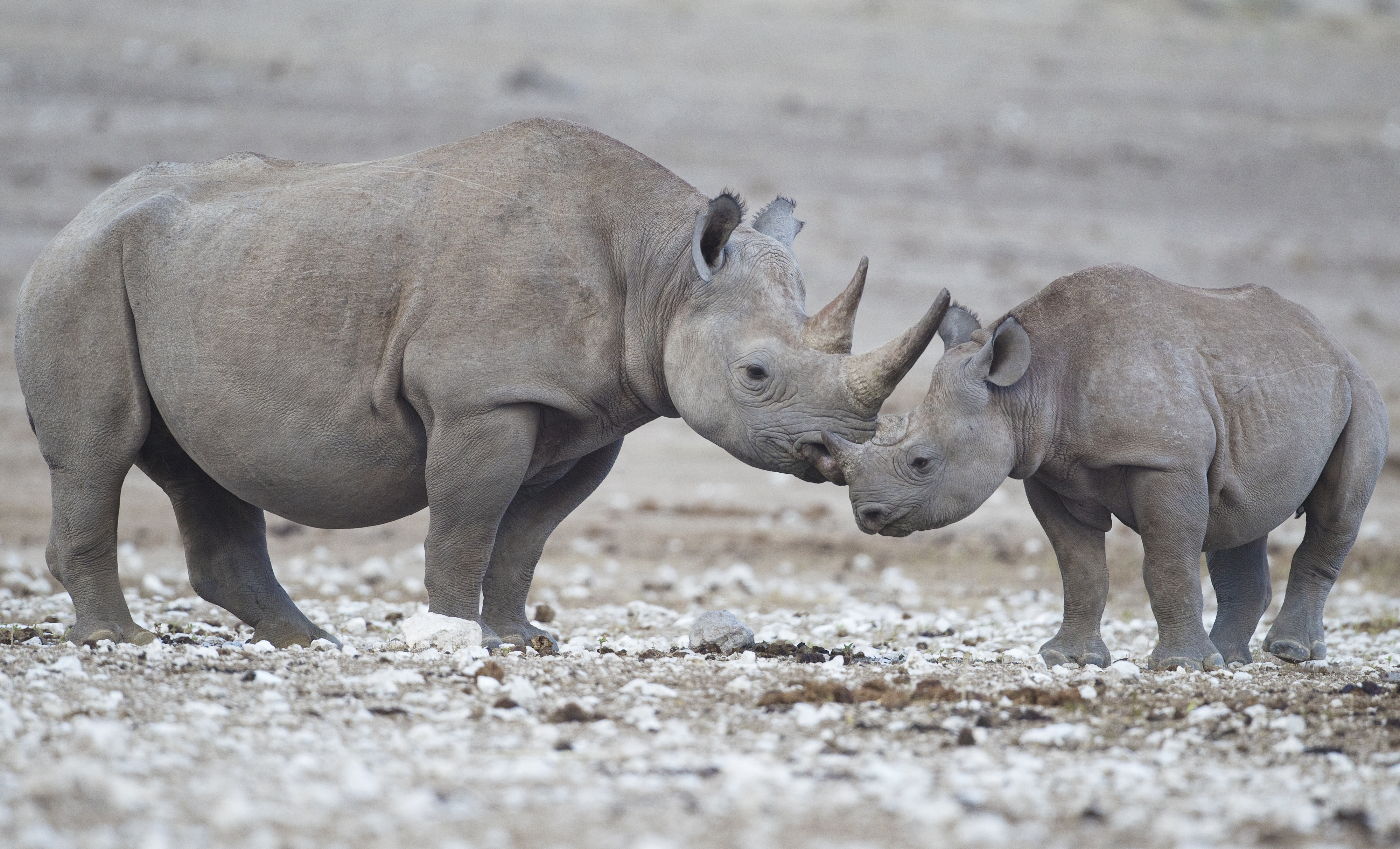
Rinoceronte bianco madre con il suo piccolo nell'Etosha
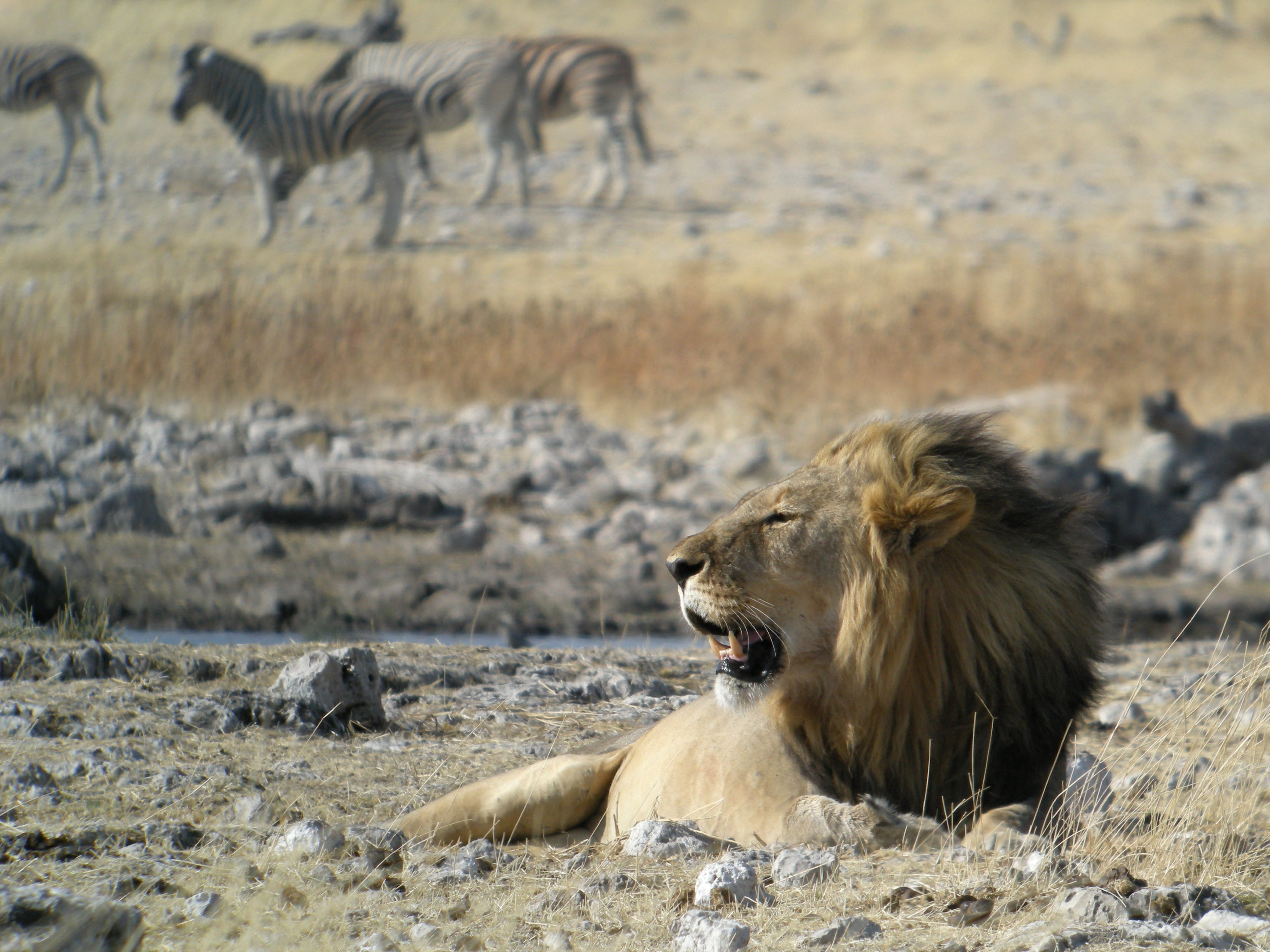
Leone maschio sdraiato nel suo territorio nell'Etosha
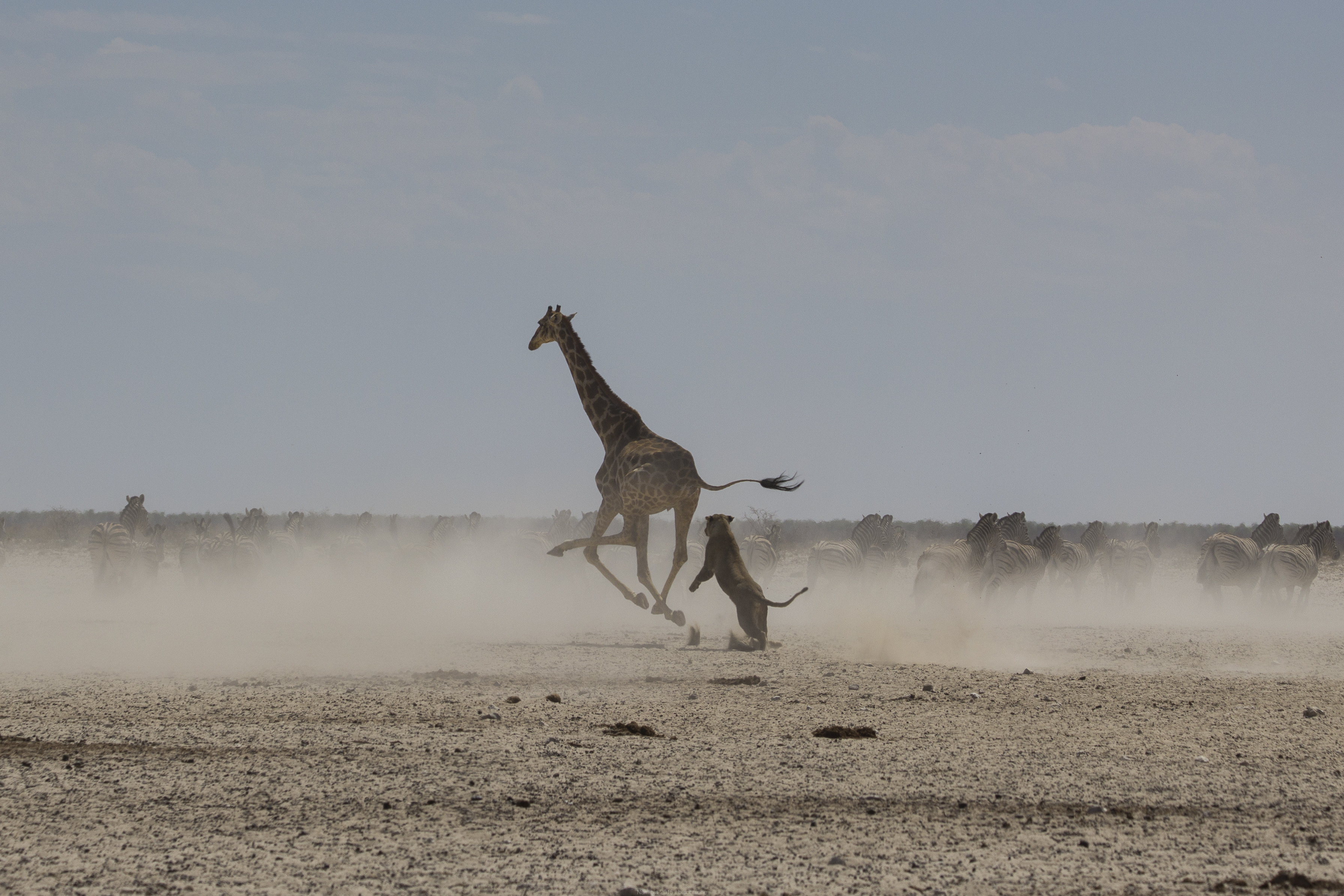
Leonessa attacca una giraffa a Etosha

Il parco Etosha è una delle principali mete turistiche della Namibia. I tre lodge principali sono il Namutoni, l'Halali e l'Okaukuejo; ognuno di essi è dotato dei servizi fondamentali (incluso un distributore di benzina), una pozza artificiale realizzata per consentire ai turisti di osservare gli animali che si avvicinano per abbeverarsi, una piscina e negozi con generi di prima necessità. I campi sono gestiti dalla NWR (Namibian Wildlife Resorts). Le strade del parco (3550 km) sono tutte sterrate e in buone condizioni, ed è possibile percorrerle con un veicolo proprio. All'interno del parco vi sono 86 pozze d'acqua (sia artificiali sia naturali) dove è possibile avvistare gli animali, specialmente durante la stagione secca (da aprile a dicembre).